# 陳玉成
陳 玉成（ちん ぎょくせい、Chén Yùchéng、1837年 - 1862年）は、太平天国の指導者の一人。英王に封ぜられた。

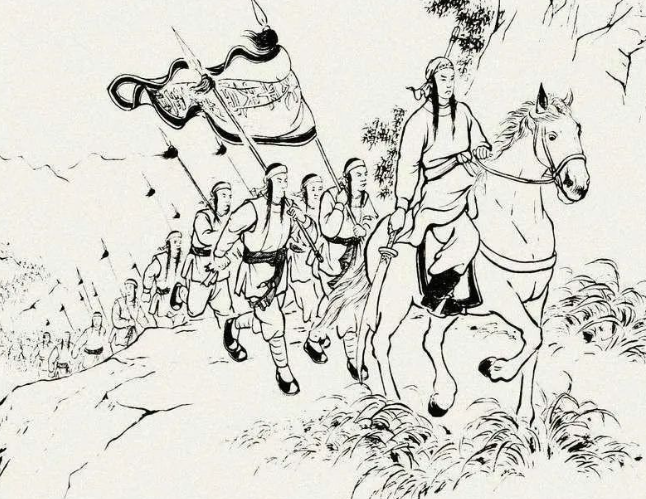
連環画「英王陳玉成」の陳玉成の指導する軍隊の図

広西省梧州府藤県出身。14歳の時、叔父の陳承瑢に従って金田蜂起に参加。1854年、第2次武昌攻略で功績をあげた。翌年、天官正丞相秦日綱に従って武昌・廬州・蕪湖を転戦し、冬官正丞相に昇進した。1856年、秦日綱に従って鎮江の救援に赴き、江北大営を破り、第一次江南大営攻略に参加した。1857年、捻軍と協力して桐城で清軍を破った。1858年、前軍主将に昇進し、李秀成とともに江北大営を再び破り、三河の戦いで勝利を収めた。
1859年、英王に封ぜられた。重要拠点の安慶を守っていたが、1860年に安慶の守りを葉芸来に任せて、第二次江南大営攻略に参加し、大勝を得た。その後安慶が清軍に包囲されると、包囲を解くために李秀成と陳玉成が二手に分かれて、武漢の攻略を目指すこととなった。陳玉成は武漢の近くの黄州に至ったが、イギリスの圧力により武漢侵攻を断念。安慶救援に全力を挙げたが、激戦の末安慶は陥落し、守将の葉芸来や救援軍の劉昌林らを失い、廬州に退いた。
陳玉成は扶王陳得才・遵王頼文光を西北に遠征させたため、本体の軍事力は弱体化することとなった。1862年、清軍が廬州に侵攻したため、陳玉成は寿州に脱出し、奏王苗沛霖と連携して河南省侵攻を目論んだ。部下は苗沛霖は信頼できない人物なので寿州を去るよう勧めたが、陳玉成は聞き入れなかった。果たして陳玉成は苗沛霖に捕えられて清軍に送られ、6月に河南で凌遅刑に処された。
陳玉成の死で、長江以北の太平天国軍は崩壊し、首都の天京は清軍に包囲されるようになった。